# Dihydroïodure d'éthylènediamine
Le dihydroiodure d'éthylènediamine, ou diiodure d'éthylènediammonium (EDDI, de l'anglais EthyleneDiamine DihydroIodide ou EthyleneDiammonium DiIodide) est un composé chimique de formule I−H3N+–CH2–CH2–NH3+I−.
C'est le sel de l'éthylènediamine H2N–CH2–CH2–NH2 et de l'iodure d'hydrogène HI, de formule bruteC2H8N2·2HI. Il se présente sous la forme d'une poudre cristalline incolore à jaune pâle, soluble dans l'eau. Il n'est pas inflammable mais peut libérer du diiode I2 à la faveur d'un feu.
L'EDDI est utilisé dans la nourriture pour animaux (aussi bien animaux de compagnie que bétail), comme additif alimentaire à haute biodisponibilité, afin de prévenir les carences en iode. La Food and Drug Administration américaine suggère de limiter cet apport à 50 mg par tête et par jour.
L'EDDI est classé comme  « generally recognized as safe » (GRAS = généralement reconnu sans danger) en tant que source alimentaire en iode. Son administration aurait aussi des effets préventifs contre le piétin pour le bétail.
L'EDDI pourrait réagir avec les sulfates et ainsi libérer du diiode[réf. nécessaire].
Parmi les autres compléments alimentaires iodés pour les animaux, on compte l'iodate de calcium Ca(IO3)2 (le plus stable) et l'iodure de potassium KI (le plus soluble dans l'eau, mais moins stable).